# باولا كورتيليزي
باولا كورتيليزي (بالإيطالية: Paola Cortellesi)‏ هي مغنية وممثلة إيطالية، ولدت في 24 نوفمبر 1973 بروما في إيطاليا. بدأت مشوارها المهني سنة 1997.

## وصلات خارجية
- باولا كورتيليزي على موقع IMDb (الإنجليزية)
- باولا كورتيليزي على موقع روتن توميتوز (الإنجليزية)
- باولا كورتيليزي على موقع مونزينجر (الألمانية)
- باولا كورتيليزي على موقع ألو سيني (الفرنسية)
- باولا كورتيليزي على موقع ميوزك برينز (الإنجليزية)
- باولا كورتيليزي على موقع أول موفي (الإنجليزية)
- باولا كورتيليزي على موقع ديسكوغز (الإنجليزية)
- باولا كورتيليزي على موقع ديسكوغز (الإنجليزية)
- باولا كورتيليزي على موقع قاعدة بيانات الفيلم (الإنجليزية)
- باولا كورتيليزي على موقع كينوبويسك (الروسية)